# Heinz Schürmann
Heinz Schürmann (Bochum, 18 gennaio 1913 – Erfurt, 11 dicembre 1999) è stato un presbitero e teologo tedesco, specializzato nel Nuovo Testamento.
Schürmann fu peritus del Concilio Vaticano II, membro della Commissione Teologica Internazionale dal 1969 al 1986, nonché consultore della Pontificia Commissione Biblica.
Fu un esponente della critica delle forme che sottolineò la continuità sociologica e di fede fra la comunità apostolica pre- e post-pasquale, così come fra la mediazione di salvezza e il kerygma annunciato da Gesù. Intorno al 1974 coniò il termine "pro-esistenza" con riferimento esclusivo alla persona di Cristo la quale esiste per l'annuncio e per la morte redentrice di croce.

## Biografia
Dal 1932 al 1937 Heinz Schürmann studiò filosofia e teologia cattolica all'Università di Paderborn e a quella di Gottinga. Il 2 aprile 1938 fu ordinato sacerdote a Paderborn. Fino al 1946 operò come pastore nelle comunità di Bernburg, Osterwieck e Nienburg. Alla nomina a prefetto della scuola teologica arcivescovile di Bad Driburg, nel 1948 seguì il dottorato ottenuto con la dissertazione dal titolo Die Redaktionstätigkeit des Evangelisten Lukas am Abendmahlbericht (L'opera redazionale dell'evangelista Luca sul resoconto dell'Ultima Cena), che realizzò con la supervisione del teologi neotestamentario Max Meinertz. Nel '52 conseguì l'abilitazione all'insegnamento universitario e, nell'anno successivo, fu chiamato a insegnare nel neocostituito Seminario Cattolico di Studi Filosofici e Teologici di Erfurt. Furono suoi studenti, tra gli altri, il vescovo emerito Joachim Wanke e lo studioso del Nuovo Testamento di Erfurt Claus-Peter März.
Nel 1978 si ritirò dalla vita accademica.
Schürmann fu peritus del Concilio Vaticano II, membro della Commissione Teologica Internazionale dal 1969 al 1986, nonché consultore della Pontificia Commissione Biblica.

## Teologia
Fu un esponente della critica delle forme che sottolineò la continuità sociologica e di fede fra la comunità apostolica pre- e post-pasquale, così come fra la mediazione di Religione e il kerygma annunciato da Gesù. Intorno al 1974 coniò il termine "pro-esistenza" con riferimento esclusivo alla persona di Cristo la quale "esiste-per" l'annuncio e per la morte redenzione (cristianeismo9ùù\redentrice) di croce.

## Premi e riconoscimenti
Heinz Schürmann ha ricevuto dottorati onorari dalle università di Bochum, Paderborn, Lovanio, Uppsala, Aberdeen, Vienna e Strasburgo. Nel 1995 ha ricevuto l'Anello d'Onore della Società "Joseph Görres" per la Cura della Scienza.